# TV/2 Notícias
TV/2 Notícias foi uma síntese informativa emitida pela RTP2, que antecedia o bloco informativo principal, o Jornal da Noite, que era emitido minutos depois desta síntese.  
Estreou e terminou no ano de 1983. 